# Vitesse convective
La vitesse convective exprime l'ordre de grandeur des ascendances thermiques. 
Soit H le flux de chaleur sensible de surface (en W/m²), {\displaystyle c_{p}} la capacité thermique massique de l'air et ρ sa masse volumique. On peut exprimer le flux de chaleur sensible q (en K.m/s) avec la formule suivante :
{\displaystyle q={\frac {H}{C_{p}\rho }}}
q est équivalent à une température multipliée par une vitesse.
Soit {\displaystyle Z_{m}} l'épaisseur de la couche convective, on appelle alors vitesse convective {\displaystyle w_{\ast }} la quantité suivante :
{\displaystyle w_{\ast }=\left({\frac {qZ_{m}g}{\theta _{v}}}\right)^{\frac {1}{3}}}
où {\displaystyle \theta _{v}} est la température potentielle virtuelle de la parcelle d'air.
On peut aussi définir le flux de flottabilité B₀ exprimé en m²s¯³
{\displaystyle B_{0}={\frac {gq}{\theta _{v}}}={gH \over C_{p}\rho \theta _{v}}}
On a alors simplement :
{\displaystyle w_{\ast }=(B_{0}Z_{m})^{\frac {1}{3}}}
Typiquement, l'énergie solaire reçue par unité de surface en milieu de journée est de l'ordre de 365 W/m^2. En supposant une surface sèche (flux de chaleur latente nul) et avec un sol à l'équilibre (flux de chaleur dans le sol nul), on peut poser H=365 W/m^2. Soit Cp=1 006 W/kg/K la chaleur spécifique de l'air à pression constante, et ρ=1,2 kg/m3 la densité de l'air dans les conditions normales de température et de pression, on a alors :
{\displaystyle B_{0}={9,81m/s^{2}\times 365W/m^{2} \over 1006J/K/kg\times 1.2kg/m^{3}\times 300K}=0.00988\times 10^{-2}m^{2}s^{-3}}
On considère une journée où les ascendances plafonnent à {\displaystyle Z_{m}=2000m}.
On obtient alors {\displaystyle w_{\ast }=(2000m\times 0.01m^{2}s^{-3})^{1 \over 3}=2.7m/s}
Cette valeur correspond à la vitesse ascensionnelle d'une ascendance thermique par une bonne journée de vol à voile.  